# Korab (berg)
Korab (Macedonisch: Голем Кораб, Golem Korab; Albanees: Maja e Korabit of Mali i Korabit) is de hoogste berg van Noord-Macedonië en Albanië. De berg ligt immers op de grens van beide landen. Hij is 2764 m hoog en daarmee het hoogste punt van het Korab-gebergte.

## Oorlog
Tijdens de Macedonische burgeroorlog in 2001, vormde deze berg een van de belangrijkste strijdplekken van Macedonië.